# Carlos Santos
Carlos Santos, född 1 januari 1940, är en filippinsk bågskytt. Han deltog vid olympiska sommarspelen 1972.